# Crotalaria cyanoxantha
Crotalaria cyanoxantha är en ärtväxtart som beskrevs av René Viguier. Crotalaria cyanoxantha ingår i släktet sunnhampor, och familjen ärtväxter. Inga underarter finns listade i Catalogue of Life.